# Strande
Strande ist eine Gemeinde im Kreis Rendsburg-Eckernförde in Schleswig-Holstein. Der Ort ist ein Ostseebad.

## Geographie
Strande liegt etwa 20 km nördlich von der Kieler Innenstadt auf der Halbinsel Dänischer Wohld an der Ostsee. Es liegt etwa einen Kilometer nördlich der Kieler Stadtgrenze (Stadtteil Schilksee). Strande ist der östlichste Ort im Kreis Rendsburg-Eckernförde.
Das Gemeindegebiet umfasst die folgenden Ortsteile:
- Strande
- Mühlenteich, etwa 10 Haushalte, 500 Meter nördlich des Hauptortes
- Eckhof, etwa 10 Haushalte, 1000 Meter westlich des Hauptortes
- Rabendorf (nur teilweise zu Strande)
- Freidorf (nur östlich der Hauptstraße zu Strande) – Freidorf entstand im Jahr 1788, als Graf von Holck, der Gutsherr von Eckhof, nach Errichtung von vier Kätnerstellen und der Entlassung der Leibeigenen seines Gutes das so entstandene Dorf „Freidorf“ (freie Besitzer) nannte und ihnen die heutige Fläche Freidorfs zur Verfügung stellte, um dort zu leben.
- Marienfelde, 2 km nördlich des Hauptortes
- Gut Alt-Bülk
- Gut Neu-Bülk

Die Gemeinde grenzt an Schwedeneck, Dänischenhagen und Kiel-Schilksee mit dem Olympiazentrum Schilksee.

## Geschichte
Strande ist auch ein ehemaliger Militärstandort. An der Adresse „Stohler Landstraße 31“ (vormals vermutlich Marienfelder Straße 125) befindet sich ein U-förmiger Gebäudekomplex, der früher unter dem Namen „Anlage Belvedere“ noch bis mindestens Mitte 1998 von der Bundeswehr genutzt wurde. Bereits 1959 war hier die Panzeraufklärungskompanie 180 untergebracht. Als letzte Einheit war die 2. Kompanie des Marinetransportbataillon 1 stationiert.

## Politik

### Gemeindevertretung
Bei der Kommunalwahl am 14. Mai 2023 wurden insgesamt 13 Sitze vergeben. Von diesen erhielt die CDU sechs Sitze, die Grünen drei Sitze und die SPD und die FDP je zwei Sitze.

### Wappen
Beschreibung des Wappens: „Über silbernem, mit drei blauen Wellenfäden belegtem Wellenschildfuß in Blau der Spinnaker und das silberne Großsegel eines Segelbootes, der Spinnaker mit waagerechten gold-rot-goldenen Bahnen.“

### Partnerschaften
Seit April 2018 pflegt Strande eine Gemeindepartnerschaft mit Le Rayol-Canadel-sur-Mer.

## Persönlichkeiten
- Lutz Benter (* 1945), in Strande geborener Ruderer
- Matthes Behlen (* 1960), Volleyballtrainer

## Sehenswürdigkeiten
In der Liste der Kulturdenkmale in Strande stehen die in der Denkmalliste des Landes Schleswig-Holstein eingetragenen Kulturdenkmale.

## Infrastruktur
Strande liegt an der K 17, der Fördestraße bzw. Stohler Landstraße, einer gut ausgebauten zweispurigen Straße. Sie wird teilweise als Nebenstrecke Kiel bzw. Nebenstrecke Eckernförde ausgeschildert.
Des Weiteren ist Strande Endstation einiger Buslinien des Verkehrsverbundes Region Kiel (VRK) und somit gut an die Kieler Innenstadt angebunden. Über die Sommermonate fahren außerdem die im Volksmund „Fördedampfer“ genannten Fahrgastschiffe der Schlepp- und Fährgesellschaft Kiel Strande an. Die Mitnahme von Fahrrädern ist möglich.
Strande besitzt einen Sportboothafen, eine Grundschule, einen Kindergarten, eine Freiwillige Feuerwehr und einen kurtaxpflichtigen sowie einen nicht kurtaxpflichtigen Strand. Strande ist nicht nur im Sommer ein gut besuchter Ferienort.

## Freizeitangebote
Neben dem Yachthafen und den damit verbundenen Aktivitäten bietet Strande gut ausgebaute Wege am Meer. Weiterhin befinden sich in Strande zwei Sandstrände nördlich und südlich des Hafens, der nördliche verfügt über Infrastruktur wie Strandkörbe.

### Tauchen

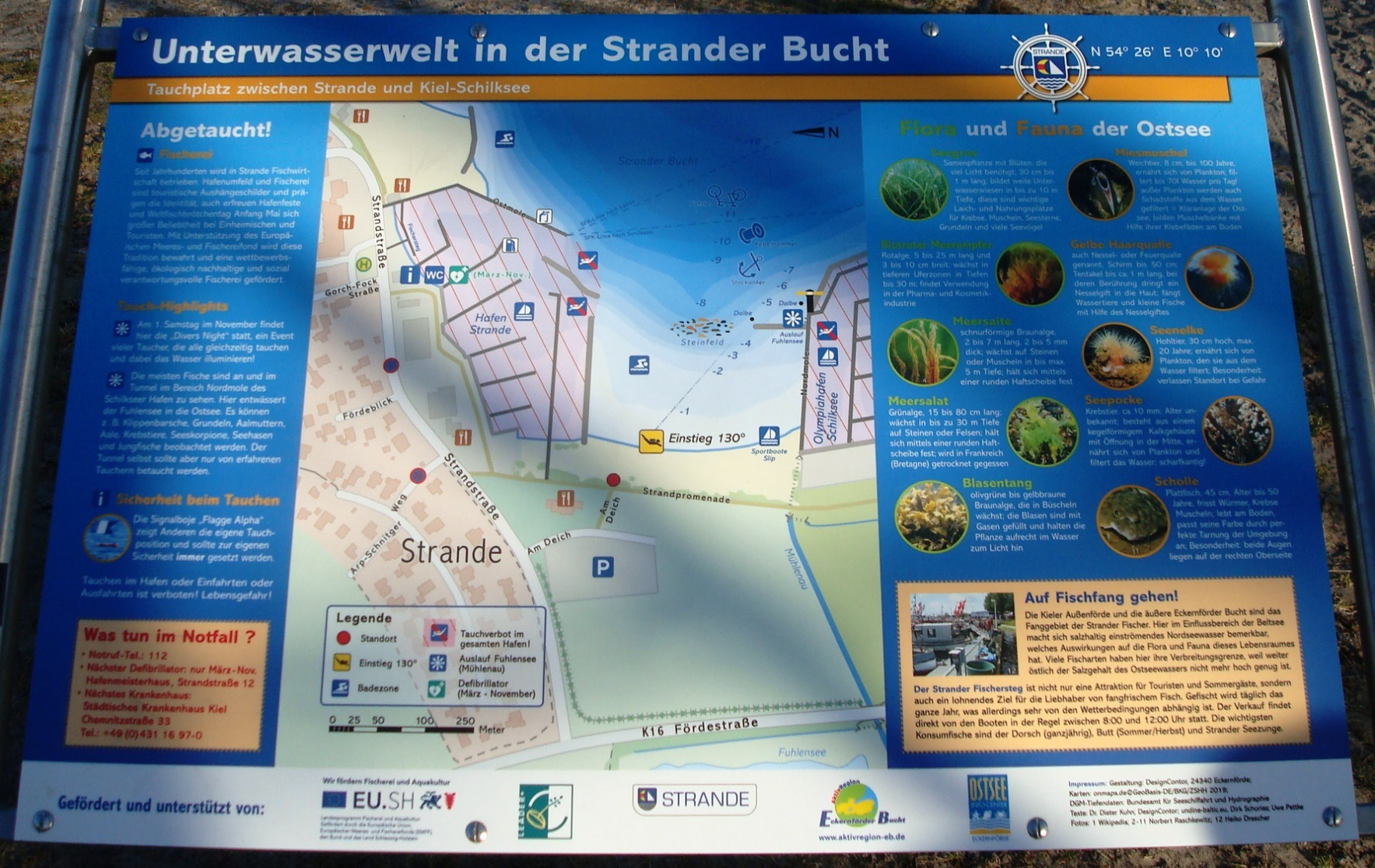
Informationstafel zum Tauchplatz Strander Bucht

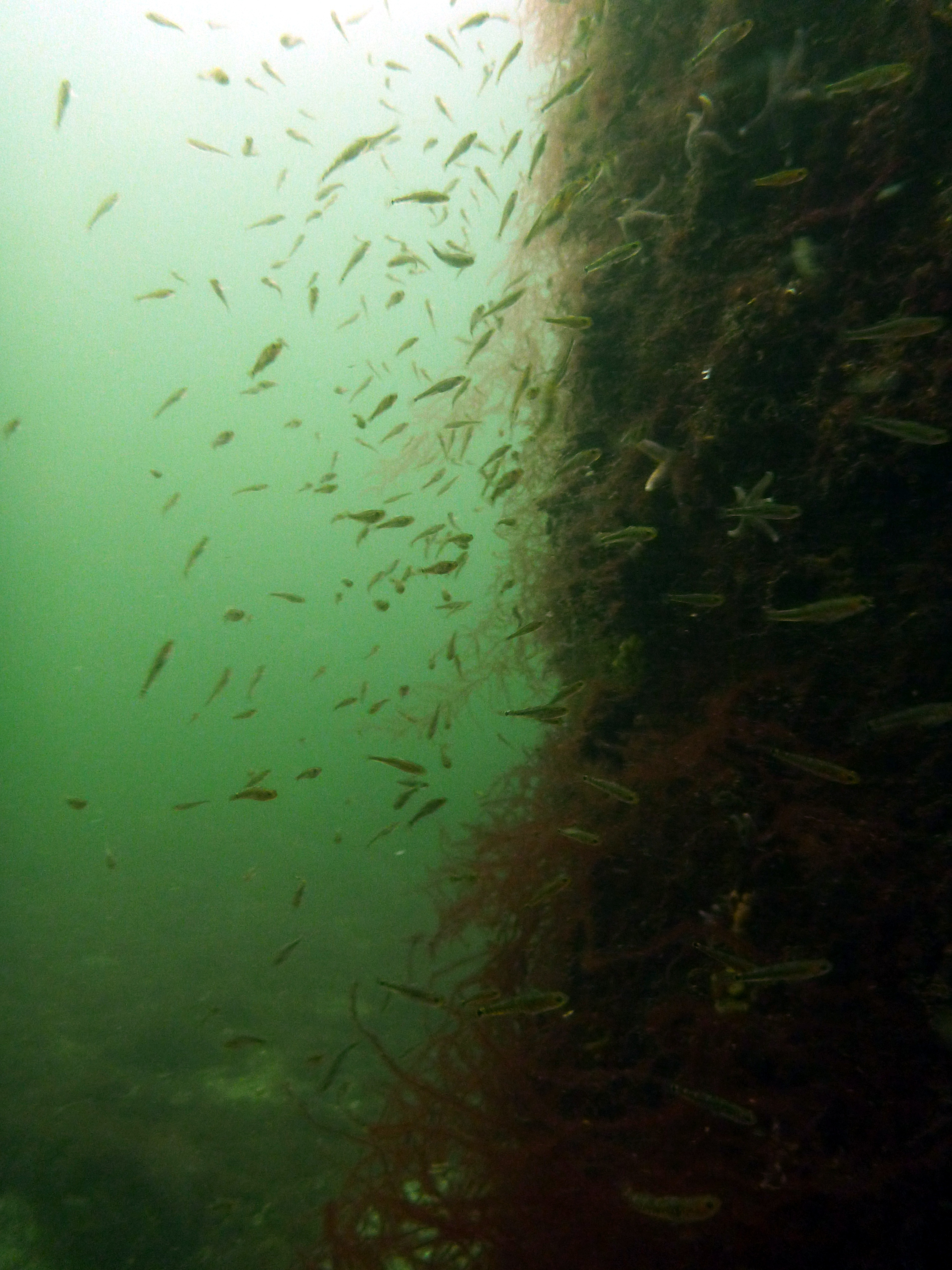
Jungfische am Dalben in der Bucht

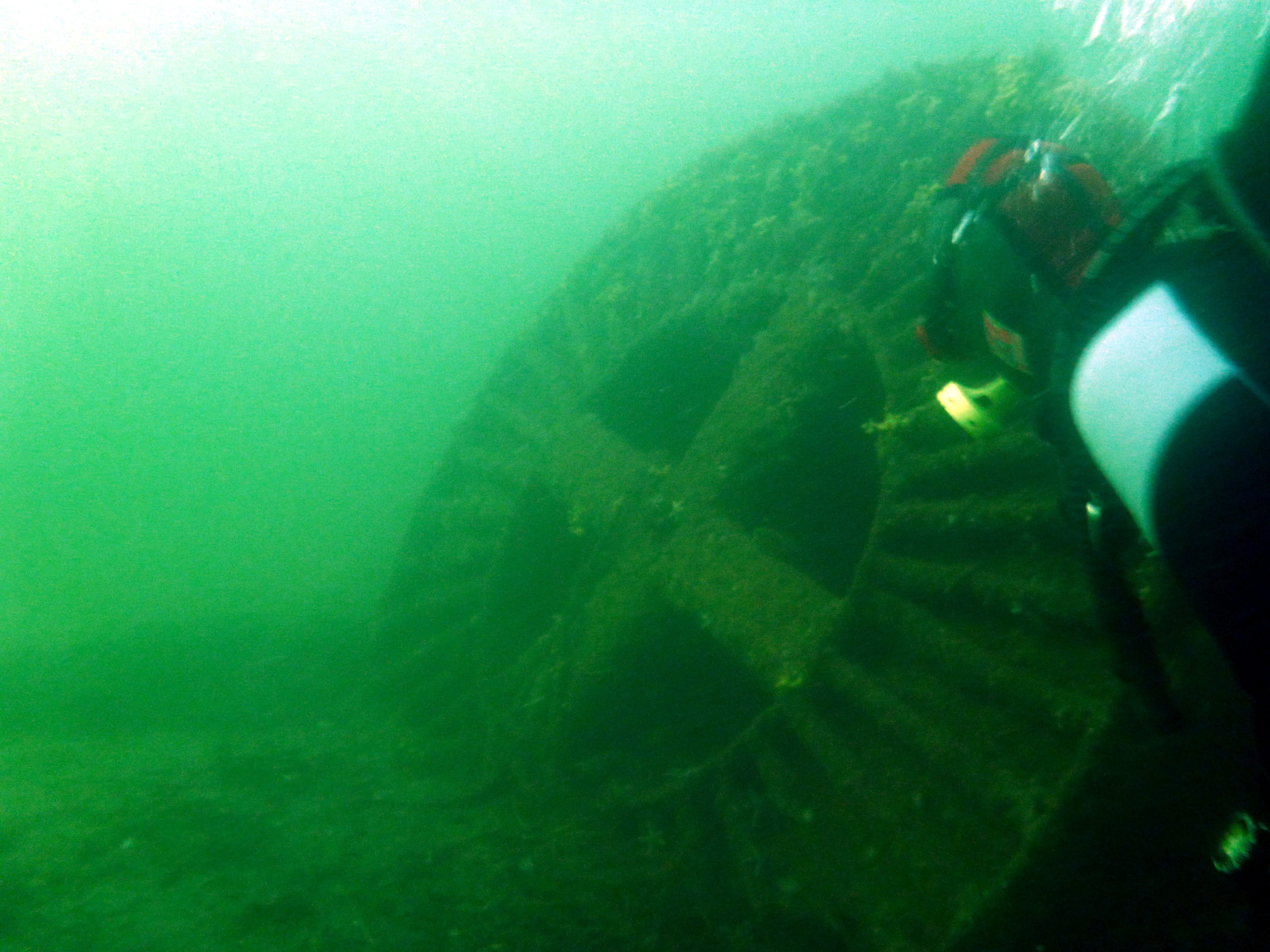
Die Kabeltrommel auf ca. 10 m Tiefe

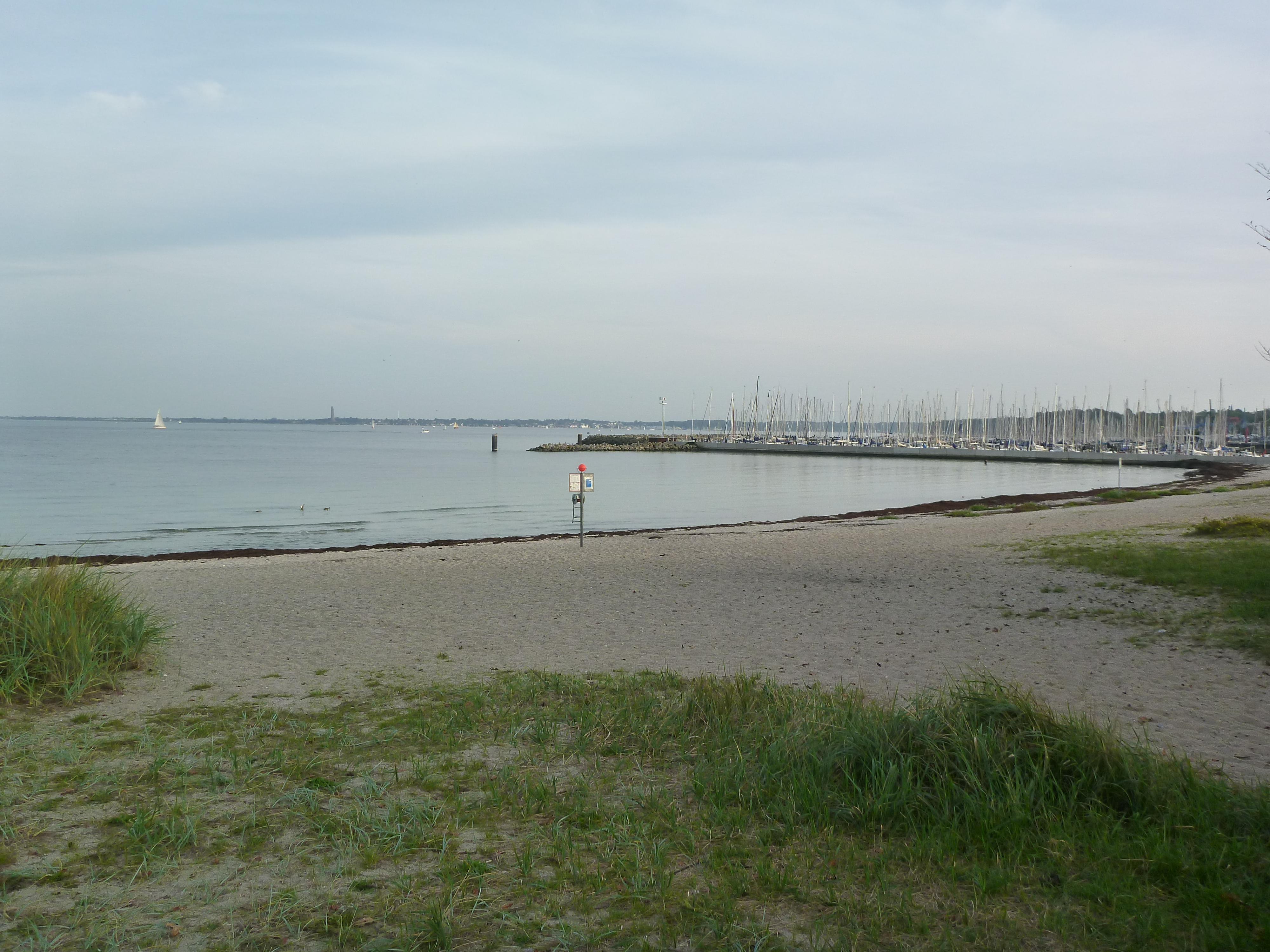
Südlicher Strand zwischen dem Yachthafen Strande und dem Olympiazentrum Schilksee

Die kleine, geschützte Bucht zwischen dem Yachthafen Strande und dem Olympiazentrum Schilksee (Tauchplatz Strander Bucht) ist ein bekannter und viel genutzter Tauchplatz (u. a. für die Diversnight).
- In Tiefen zwischen zwei und fünf Metern befinden sich Flächen mit Bewuchs von Miesmuscheln, Blasentang (Fucus vesiculosus) sowie Seegraswiesen.
- Die Findlinge der Steinschüttung der Mole des Hafens des Olympiazentrums Schilksee und die beiden Stahldalben ziehen insbesondere Jungfische an.
- Der Ausfluss des Fuhlensees (Tunnel) bietet die Möglichkeit zum „Höhlentauchen“
- Weiter östlich auf ca. 10 m Tiefe befindet sich eine ca. 2 m große, metallene Kabeltrommel mit Bewuchs von Seeanemonen/Seenelken

### Surfen
Besonders der Abschnitt rund um den Leuchtturm Bülk ist ein bekanntes Kitesurf- und Windsurfrevier bei östlichen Winden.

## Galerie

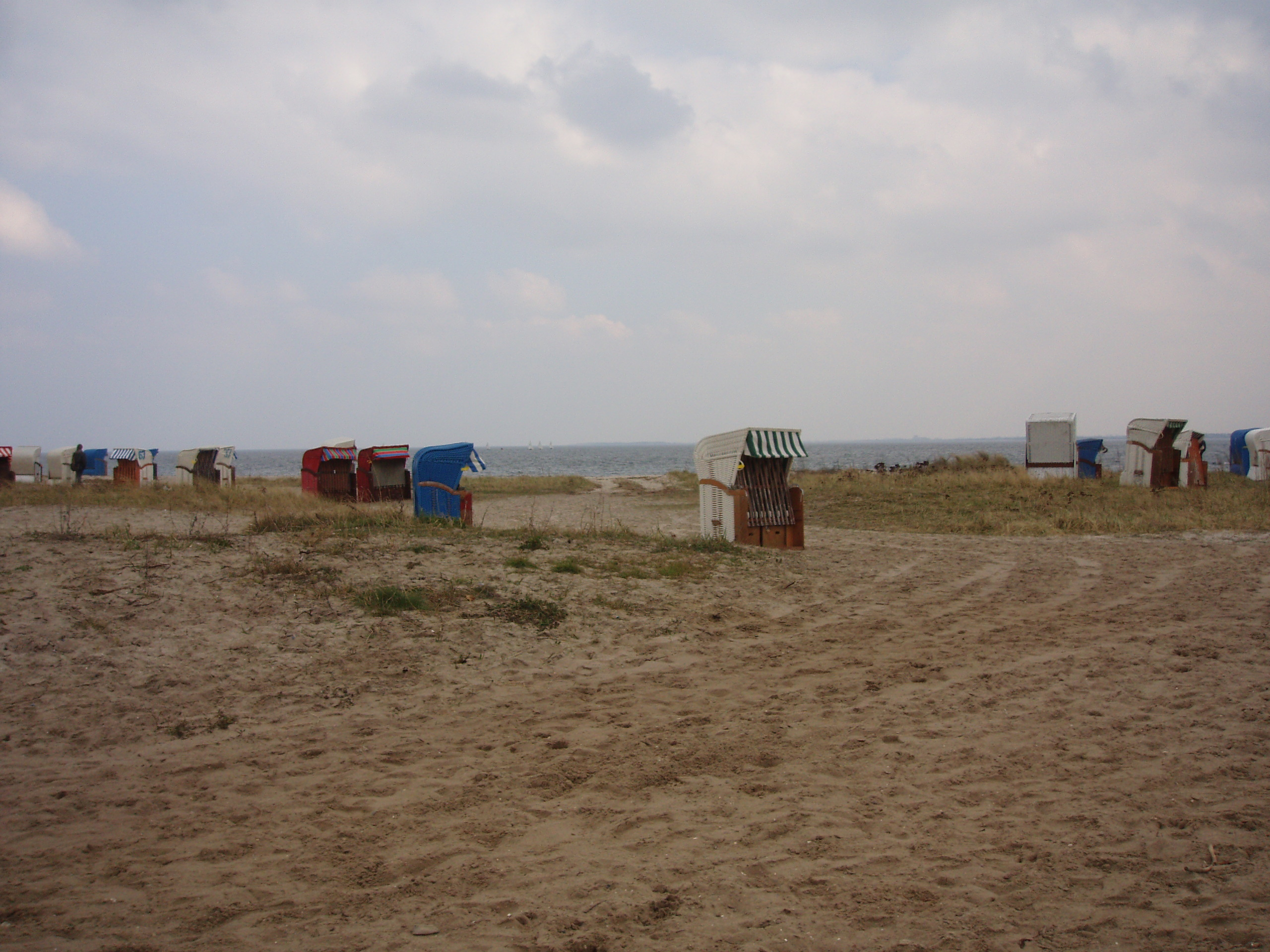
Nördlicher Strand
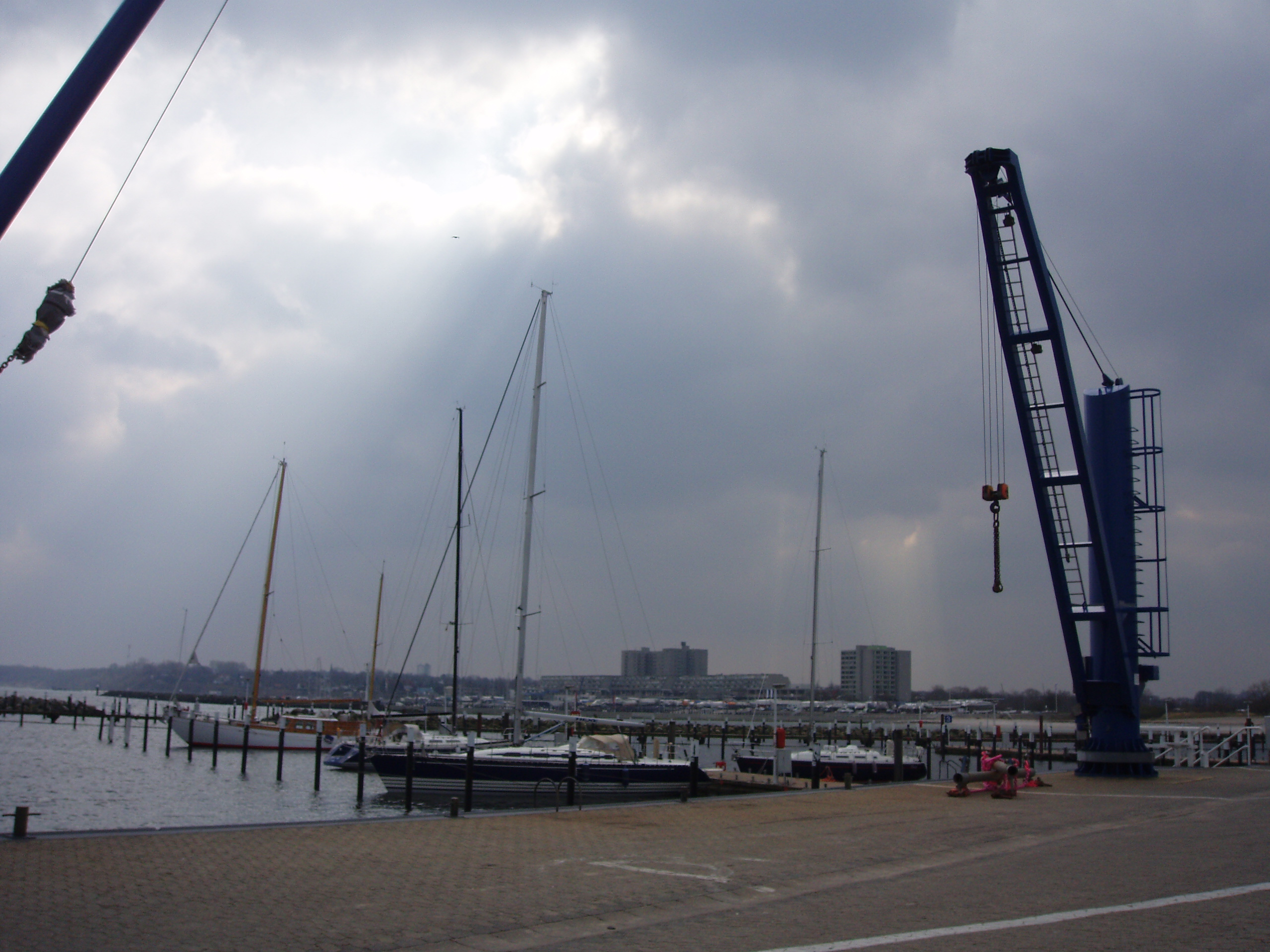
Yachthafen von Strande
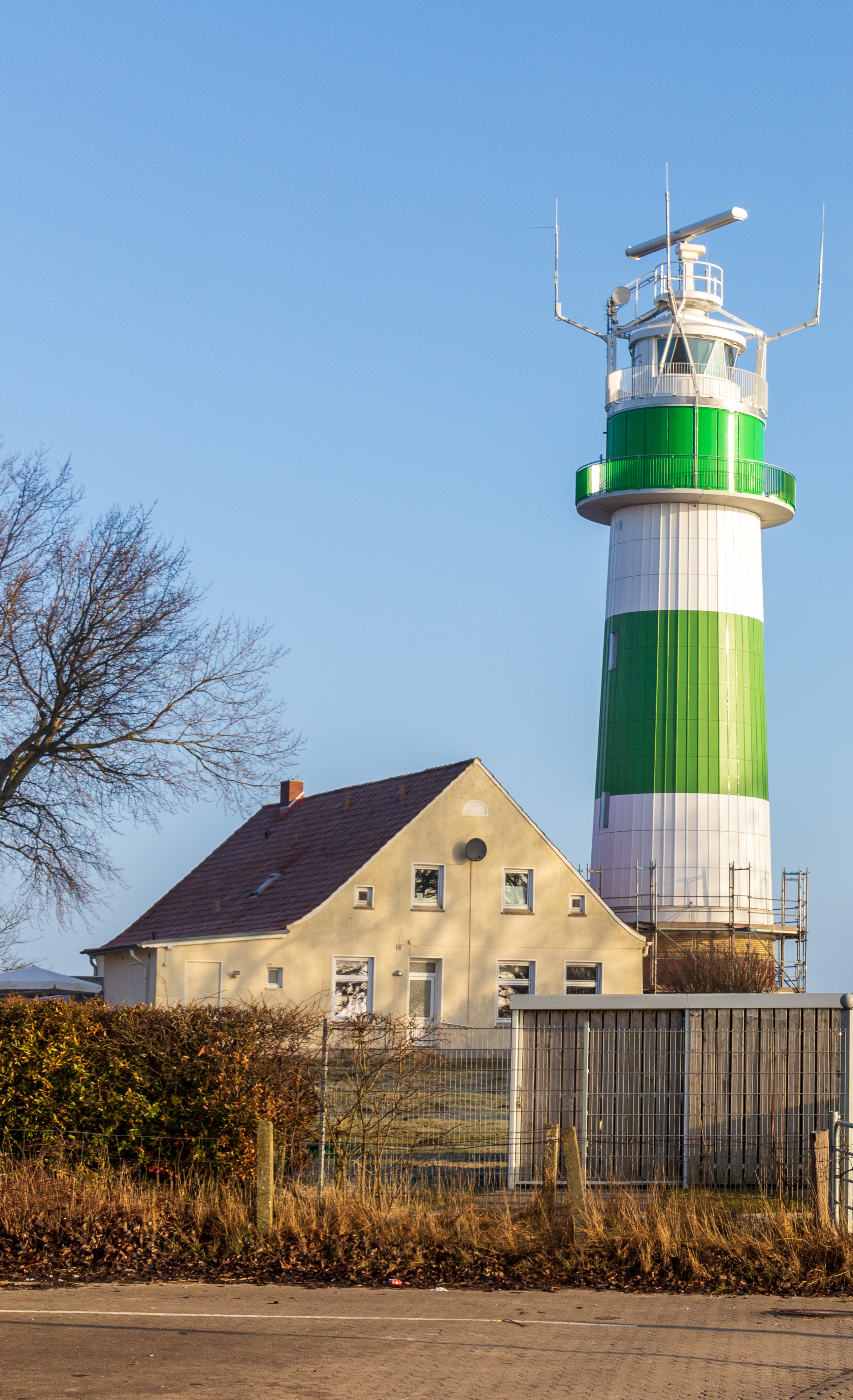
Leuchtturm Bülk, nördlich von Strande
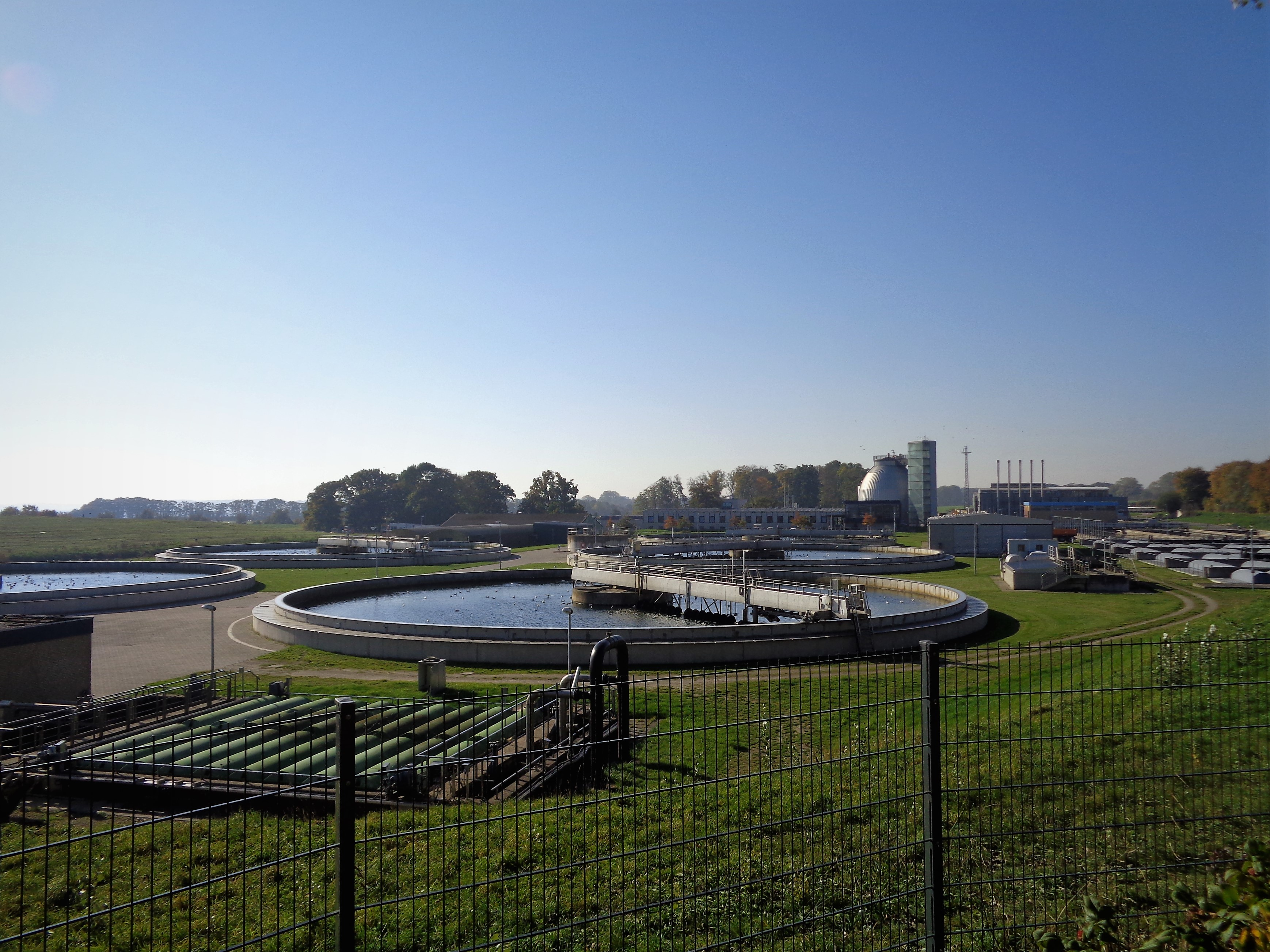
Klärwerk Bülk
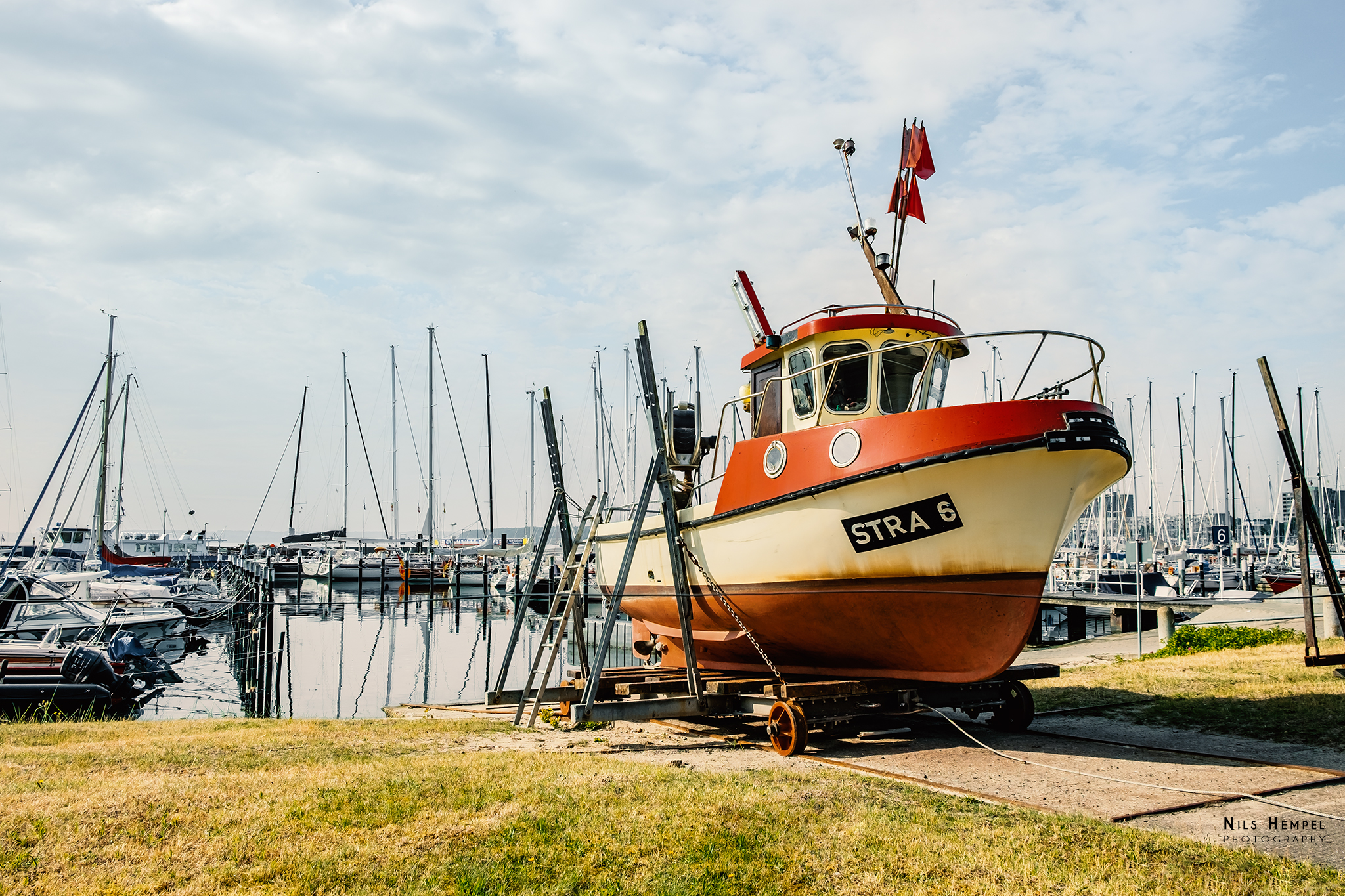
Fischkutter im Hafen